# William Jackson Hooker
Sir William Jackson Hooker (6. července 1785 – 12. srpna 1865) byl anglický botanik a ilustrátor rostlin. Pracoval jako první ředitel Královských botanických zahrad v Kew (poté, co bylo v roce 1841 doporučeno jejich zestátnění). V Kew založil herbářové sbírky a rozšířil zahrady a arboretum. Standardní botanickou zkratkou pro Williama Jacksona Hookera je Hook.
Hooker se narodil a vystudoval v Norwichi. Díky zděděnému majetku mohl cestovat a věnovat se studiu přírodní věd, zejména botaniky. Roku 1809 publikoval zprávu o své expedici na Island, nicméně získané poznámky a vzorky přišly k úhoně při zpáteční cestě. V roce 1815 se oženil s Marií, nejstarší dcerou norfolkského bankéře Dawsona Turnera. Následujících 11 let žil v Halesworthu v hrabství Suffolk, kde založil herbářové sbírky, proslavené mezi tehdejšími botaniky.
Na Glasgowské univerzitě působil jako královský profesor botaniky. Spolupracoval zde se skotským botanikem a litografem Thomasem Hopkirkem a jeho vědecká, sběratelská a organizační činnost mu zajistila přátelství s anglickým botanikem Josephem Banksem. V roce 1841 vystřídal Williama Townsenda Aitona ve funkci ředitele zmiňovaných Královských botanických zahrad v Kew, kde také vybudoval muzeum ekonomické botaniky. Z jeho monografií lze jmenovat The British Jungermanniae (1816), Flora Scotica (1821) a Species Filicum (1846–64).
William Jackson Hooker zemřel v roce 1865 na komplikace způsobené infekcí krku a byl pohřben v kostele sv. Anny v Kew. Jeho syn Joseph Dalton Hooker byl taktéž botanik a stal se taktéž ředitelem londýnských Kew Gardens.